# Flip That
Flip That (có thể được cách điệu thành FL!P that) là EP thứ năm của nhóm nhạc nữ Hàn Quốc LOONA. Được Blockberry Creative and Warner Music Korea phát hành vào ngày 20 tháng 6 năm 2022. EP có tổng cộng sáu bài hát và là album đầu tiên của Loona không có một bài tiếng Anh nào kể từ [#].

## Bối cảnh
Loona phát hành EP thứ tư, [&], vào tháng 6 năm 2021. Dự án đa dạng về thể loại này nhìn chung nhận được đánh giá tích cực từ các nhà phê bình âm nhạc và trở thành album bán chạy nhất của nhóm. Tháng 9 cùng năm, Loona phát hành đĩa đơn tiếng Nhật đầu tay, "Hula Hoop" / "Star Seed" và lọt vào top 10 hit trong nước. Ngày 21 tháng 2 năm 2022, Mnet thông báo Loona sẽ tham gia Queendom 2. Ngày 2 tháng 6, Loona đã về đích với vị trí á quân trong đêm chung kết trực tiếp của chương trình mặc dù không biểu diễn ở vòng đầu tiên do một số thành viên có kết quả xét nghiệm dương tính với COVID-19.

## Quảng bá
Ngày 3 tháng 6 năm 2022, Loona đã tung một đoạn trailer khó hiểu tên "The Journey", hoa và cỏ mọc trên một toa tàu trống rỗng, một khu vườn với cánh cửa bí ẩn. Đoạn clip kết thúc với ngày phát hành là 20 tháng 6. Hôm sau, Loona thông báo về việc phát hành EP thứ năm của họ Flip That. Nhóm đã chia sẻ tin tức này cùng một hình ảnh teaser có các thành viên trong nhóm nắm tay nhau đứng bên một cái cây có hoa màu tím. EP được phát hành trước khi bắt đầu chuyến lưu diễn vòng quanh thế giới đầu tiên của nhóm dự kiến bắt đầu vào ngày 1 tháng 8 tại Los Angeles.
Hình ảnh quảng cáo cho EP có sự góp mặt của các thành viên trong nhóm được phát hành bắt đầu từ ngày 5 đến ngày 15 tháng 6. Danh sách bài hát được phát hành vào ngày 8 tháng 6 và có hai bài hát đã được nhóm biểu diễn. Loona đã biểu diễn ca khúc "Pose" ở vòng cuối cùng của Queendom 2 và trong concert Loonaverse: From nhóm cũng trình diễn bài hát "Playback", đây là bài hát đầu tiên do các thành viên viết trong album của nhóm. Cùng với danh sách ca khúc, đoạn teaser đầu tiên cho video âm nhạc "Flip That" đã được phát hành. Giai điệu nổi bật của EP được phát hành vào ngày 16 tháng 6 bao gồm các đoạn trích của tất cả các bài hát có trong album. Ngày 18 tháng 6 năm 2022, teaser thứ hai cho video âm nhạc của "Flip That" đã được tung ra.

### Biểu diễn trực tiếp
Trước khi phát hành EP, nhóm đã tổ chức một buổi giới thiệu trực tiếp vào cùng ngày để giới thiệu EP và giao lưu với người hâm mộ, nhóm cũng biểu diễn ca khúc chủ đề cùng với "Pale Blue Dot".

## Đánh giá chuyên môn
| Đánh giá chuyên môn | Đánh giá chuyên môn |
| Nguồn đánh giá      | Nguồn đánh giá      |
| Nguồn               | Đánh giá            |
| ------------------- | ------------------- |
| NME                 | [ 17 ]              |

Rhian Daly từ NME đã cho EP 4/5 sao, gọi dự án là "sự trở lại nhẹ nhàng nhưng gây nghiện một cách đầy tinh tế". Anh cho rằng EP là "một món quà rất cần thiết từ nhóm, nhưng nó không phải là thứ khiến chúng ta muốn vặn to âm lượng" mà thay vào đó "nó bỏ đi âm hưởng girlcrush của những [đĩa đơn] gần đây của nhóm và trở lại với khía cạnh mơ mộng, thanh tao hơn của Loona ". Anh cho đây là một "động thái mới mẻ, mặc dù điều này có nghĩa rằng có một số bài hát cần phải được nghe lại và chú ý vào giai điệu nhiều hơn để nó có thể thật sự đi vào lòng bạn".

## Danh sách bài hát
| Flip That Danh sách bài hát | Flip That Danh sách bài hát | Flip That Danh sách bài hát                                                   | Flip That Danh sách bài hát                            | Flip That Danh sách bài hát | Flip That Danh sách bài hát |
| STT                         | Nhan đề                     | Phổ lời                                                                       | Phổ nhạc                                               | Biên khúc                   | Thời lượng                  |
| --------------------------- | --------------------------- | ----------------------------------------------------------------------------- | ------------------------------------------------------ | --------------------------- | --------------------------- |
| 1.                          | "The Journey"               |                                                                               | Sure Kim (Chansline) Lee Su-bin (Chansline) Linemaster | Lee Su-bin Sure Kim         | 1:14                        |
| 2.                          | "Flip That"                 | Sure Kim Lee Su-bin Eliana Klef                                               | Sure Kim Lee Su-bin Linemaster                         | Lee Su-bin Sure Kim         | 2:57                        |
| 3.                          | "Need U"                    | Jjha (Chansline) Sure Kim Choi Young-ah (Chansline)                           | Jjha Sure Kim Choi Young-ah Linemaster                 | Jjha Sure Kim Choi Young-ah | 2:56                        |
| 4.                          | "Pose"                      | Amelia Moore JBach Landon Sears MZMC Lee Shi-dae (MUMW) Young Vacation (MUMW) | Amelia Moore JBach Landon Sears MZMC                   | Pinkslip Inverness MZMC     | 3:06                        |
| 5.                          | "Pale Blue Dot"             | Bullseye (AVEC) Boran Monkeybags (AVEC)                                       | Bullseye Mokeybags Boran                               | Bullseye Mokeybags Boran    | 3:25                        |
| 6.                          | "Playback"                  | Jinri (Full8loom) Kim Lip Yves HaSeul                                         | Gloryface (Full8loom) Jinri Harry (Full8loom)          | Gloryface Jinri Harry       | 3:31                        |
| Tổng thời lượng:            | Tổng thời lượng:            | Tổng thời lượng:                                                              | Tổng thời lượng:                                       | Tổng thời lượng:            | 17:09                       |

## Bảng xếp hạng
| Bảng xếp hạng (2022)                            | Thứ hạng cao nhất |
| ----------------------------------------------- | ----------------- |
| Album Croatia (HDU)                             | 10                |
| Album vật lý Phần Lan (Suomen virallinen lista) | 6                 |
| Album Hàn Quốc (Gaon)                           | 4                 |

| Bảng xếp hạng (2022)    | Thứ hạng cao nhất |
| ----------------------- | ----------------- |
| Album Hàn Quốc (Circle) | 7                 |

## Lịch sử phát hành
| Khu vực   | Ngày                | Định dạng                | Hãng                                   |
| --------- | ------------------- | ------------------------ | -------------------------------------- |
| Hàn Quốc  | 20 tháng 6 năm 2022 | Tải nhạc số streaming CD | Blockberry Creative Warner Music Korea |
| Nhiều nơi | 20 tháng 6 năm 2022 | Tải nhạc số streaming    | Blockberry Creative Warner Music Group |